# Jeździectwo na Letnich Igrzyskach Olimpijskich 1920
Jeździectwo na Letnich Igrzyskach Olimpijskich 1920 w Antwerpii rozgrywane było w dniach 6–12 sierpnia 1920 r. Zawody odbyły się na Stadionie Olimpijskim. Jedyny raz w historii Igrzysk Olimpijskich w programie jeździectwa znalazła się woltyżerka.

## Medaliści
| Konkurencja                            | Złoto | Srebro | Brąz |
| Ujeżdżenie – indywidualnie             | Szwecja · Janne Lundblad na koniu Uno | Szwecja · Bertil Sandström na koniu Sabel | Szwecja · Hans von Rosen na koniu Running Sister |
| WKKW – indywidualnie                   | Szwecja · Helmer Mörner na koniu Germania                                                                                                 | Szwecja · Åge Lundström na koniu Ysra | Włochy · Ettore Caffaratti na koniu Caniche |
| WKKW – drużynowo                       | Szwecja · Helmer Mörner na koniu Germania · Åge Lundström na koniu Ysra · Georg von Braun na koniu Diana · Gustaf Dyrsch na koniu Salamis | Włochy · Ettore Caffaratti na koniu Caniche · Garibaldi Spighi na koniu Otello · Giulio Cacciandra na koniu Facetto · Carlo Asinari na koniu Savari                | Belgia · Roger Moeremans d'Emaüs na koniu Sweet Girl · Oswald Lints na koniu Martha · Jules Bonvalet na koniu Weppelghem · Jacques Misonne na koniu Gaucho         |
| Skoki przez przeszkody – indywidualnie | Włochy · Tommaso Lequio di Assaba na koniu Trebecco                                                                                       | Włochy · Alessandro Valerio na koniu Cento | Szwecja · Carl Gustaf Lewenhaupt na koniu Mon Coeur |
| Skoki przez przeszkody – drużynowo     | Szwecja · Claës König na koniu Tresor · Hans von Rosen na koniu Poor Boy · Daniel Norling na koniu Eros II · Frank Martin na koniu Kohort | Belgia · Henri Laame na koniu Biscuit · André Coumans na koniu Lisette · Herman de Gaiffier d'Hestroy na koniu Miss · Herman d'Oultromont na koniu Lord Kitchenert | Włochy · Ettore Caffaratti na koniu Tradittore · Alessandro Alvisi na koniu Raggio di Sole · Giulio Cacciandra na koniu Fortunello · Carlo Asinari na koniu Varone |
| Woltyżerka – indywidualnie             | Belgia · Daniel Bouckaert | Francja · Field | Belgia · Louis Finet |
| Woltyżerka – drużynowo                 | Belgia · Daniel Bouckaert · Louis Finet · van Ranst                                                                                       | Francja · Field · Salins · Cauchy | Szwecja · Carl Green · Anders Mårtensson · Oskar Nilsson |

## Kraje uczestniczące
W zawodach wzięło udział 89 jeźdźców z 8 krajów:
| - Belgia (18) - Finlandia (1) - Francja (24) - Holandia (1) - Norwegia (5) - Stany Zjednoczone (8) - Szwecja (22) - Włochy (10) |

## Klasyfikacja medalowa
| Lp. | Państwo |   |   |   | Razem |
| --- | ------- | - | - | - | ----- |
| 1.  | Szwecja | 4 | 2 | 3 | 9     |
| 2.  | Belgia  | 2 | 1 | 2 | 5     |
| 3.  | Włochy  | 1 | 2 | 2 | 5     |
| 4.  | Francja | 0 | 2 | 0 | 2     |